# Marie-Gaïané Mikaelian
Marie-Gaïané Mikaelian (* 3. März 1984 in Lausanne) ist eine ehemalige Schweizer Tennisspielerin.

## Karriere
Mikaelian begann im Alter von fünf Jahren mit dem Tennisspielen und bevorzugte Hartplätze. Sie wurde auch als Profi von ihren Eltern trainiert und betreut.
In ihrer Karriere gewann sie jeweils einen Einzeltitel bei Turnieren der WTA Tour und des ITF Circuit. Ihr bestes Abschneiden bei Grand-Slam-Turnieren war das Erreichen der zweiten Runde, was ihr insgesamt viermal gelungen ist.
Im Jahr 2010 bestritt sie zwei Partien für die armenische Fed-Cup-Mannschaft, die sie beide verloren hat.

## Turniersieg

### Einzel
| Nr. | Datum         | Turnier   | Kategorie   | Belag     | Finalgegnerin     | Ergebnis |
| --- | ------------- | --------- | ----------- | --------- | ----------------- | -------- |
| 1.  | 16. Juni 2002 | Taschkent | WTA Tier IV | Hartplatz | Tazzjana Putschak | 6:4, 6:4 |